# Terria
Terria je četvrti studijski album kanadskog progresivnog metal glazbenika Devina Townsenda. Diskografska kuća HevyDevy Records objavila ga je 27. kolovoza 2001.

## Pozadina
Budući da je smatrao da je prethodnim albumom Physicist "privukao gomilu dreka", Townsend je odlučio iskoristiti priliku i snimiti intimniji i iskreniji album. Jedno je jutro, tijekom putovanja Kanadom sa svojom grupom, Townsend doživio nadahnuće te je odlučio skladati "introspektivan" album posvećen domovini. Skladao je i snimio Terriju, "vrlo ilustrirani album struje svijesti" na kojemu je bubnjeve svirao Gene Hoglan, bas-gitaru Craig McFarland, a klavijature Jamie Meyer. Naslovnicu albuma načinio je Travis Smith, koji smatra svoje uratke na Terriji i Katatonijinom albumu Last Fair Deal Gone Down svojim najboljim radovima. Skladba "Tiny Tears" dobila je ime po istoimenoj Godfleshovoj skladbi s njegova debitantskog studijskog albuma Streetcleaner iz 1989.

## Glazbeni stil
Terriju su određeni kritičari nazvali "melodičnim i atmosferičnim [albumom]" s elementima popa i ambijentalne glazbe uz Townsendovu tipičnu žestinu. Terria sadrži glazbene teme istraživane na Townsendovim prethodnim albumima kao što je Ocean Machine: Biomech. Međutim, suzdržanija je od Biomecha i "koristi se tišinom kao dijelom glazbe". Townsend je naveo Weenov White Pepper kao nadahnuće za album.
Na skladbi "Canada" pojavljuje se usporeni uzorak dječjeg govora; u pitanju je isti uzorak koji je bio korišten na pjesmi "S.Y.L." sa Strapping Young Ladova albuma Heavy as a Really Heavy Thing.

## Popis pjesama
| 1.    | »Olives«                                  | 3:21 |
| 2.    | »Mountain«                                | 6:32 |
| 3.    | »Earth Day«                               | 9:35 |
| 4.    | »Deep Peace«                              | 7:35 |
| 5.    | »Canada«                                  | 6:53 |
| 6.    | »Down and Under« (instrumental)           | 3:44 |
| 7.    | »The Fluke«                               | 7:16 |
| 8.    | »Nobody's Here«                           | 6:54 |
| 9.    | »Tiny Tears«                              | 9:13 |
| 10.   | »Stagnant«                                | 5:25 |
| 11.   | »Humble« (skrivena skladba; instrumental) | 5:30 |
| 71:58 |                                           |      |

| Bonus pjesma s ograničene inačice | Bonus pjesma s ograničene inačice | Bonus pjesma s ograničene inačice | Bonus pjesma s ograničene inačice | Bonus pjesma s ograničene inačice | Bonus pjesma s ograničene inačice | Bonus pjesma s ograničene inačice | Bonus pjesma s ograničene inačice | Bonus pjesma s ograničene inačice | Bonus pjesma s ograničene inačice |
| Br.                               | Skladba                           | Trajanje                          |                                   |                                   |                                   |                                   |                                   |                                   |                                   |
| --------------------------------- | --------------------------------- | --------------------------------- | --------------------------------- | --------------------------------- | --------------------------------- | --------------------------------- | --------------------------------- | --------------------------------- | --------------------------------- |
| 12.                               | »Universal«                       | 5:53                              |                                   |                                   |                                   |                                   |                                   |                                   |                                   |
| 77:51                             |                                   |                                   |                                   |                                   |                                   |                                   |                                   |                                   |                                   |

## Objava
Album je u kolovozu 2001. objavila Townsendova neovisna diskografska kuća HevyDevy Records. U Kanadi ga je objavio HevyDevy, u Japanu Sony, dok ga je u Europi i Sjevernoj Americi objavio InsideOut. Također je bila objavljena i ograničena inačica albuma s dvama CD-ima koja je sadržavala bonus pjesmu "Universal", videosnimku Townsendova koncerta u Japanu i audiokomentare o albumu.

## Recenzije
Sputnikmusic je dodijelio albumu četiri zvjezdice od njih pet i opisao ga "nesavršenim, ali nenadmašnim i, ako mu dozvolite, očaravajućim albumom." Michael Edele, recenzent internetskog časopisa laut.de, izjavio je da je album "na nekim mjestima... prokleto glomazan", da Townsenda nije briga za standardne strukture pjesama i da je Terriju "teško nadmašiti". Michael Rensen, kritičar glazbenog časopisa Rock Hard, komentirao je da Townsend "ima idealan osjećaj za atmosferu, dinamiku i promjene raspoloženja i [kad govori o] svojoj domovini Kanadi, [i kad govori o] turbulentnom unutarnjem životu". Rensen je poput Edelea usporedio album s američkom grupom Tool.

## Zasluge
| Devin Townsend - Devin Townsend – vokali, gitara, klavijature, glazbeni uzorci, produkcija, inženjer zvuka, miksanje - Gene Hoglan – bubnjevi - Craig McFarland – bas-gitara bez pragova - Jamie Meyer – klavijature, klavir, inženjer zvuka Dodatni glazbenici - Mark Gordon – izvedba (na pjesmi "Humble") - Matteo Caratozzolo – izvedba (na pjesmi "Humble") | Ostalo osoblje - Shaun Thingvold – inženjer zvuka, miksanje - Travis Smith – naslovnica, ilustracije, omot albuma - Gloria Frasier – fotografija - Scott Ternan – inženjer zvuka - Lee Preston – inženjer zvuka |